# سیارک ۲۶۳۹۴
سیارک ۲۶۳۹۴ (به انگلیسی: 26394 Kandola، نامگذاری:1999VE53)۲۶۳۹۴مین سیارک کشف شده‌است که در ۰۳ نوامبر ۱۹۹۹ کشف شد.